# (473019) 2015 HN56
(473019) 2015 HN56 es un asteroide perteneciente al cinturón de asteroides, descubierto el 7 de noviembre de 2007 por el equipo del Spacewatch desde el Observatorio Nacional de Kitt Peak, Arizona, Estados Unidos.

## Designación y nombre
Designado provisionalmente como 2015 HN56.

## Características orbitales
2015 HN56 está situado a una distancia media del Sol de 2,967 ua, pudiendo alejarse hasta 3,125 ua y acercarse hasta 2,810 ua. Su excentricidad es 0,053 y la inclinación orbital 9,348 grados. Emplea 1867 días en completar una órbita alrededor del Sol.

## Características físicas
La magnitud absoluta de 2015 HN56 es 15,9.